# Ubaque
Ubaque è un comune della Colombia facente parte del dipartimento di Cundinamarca.
Il centro abitato venne fondato da Custodio Lesaca nel 1651.

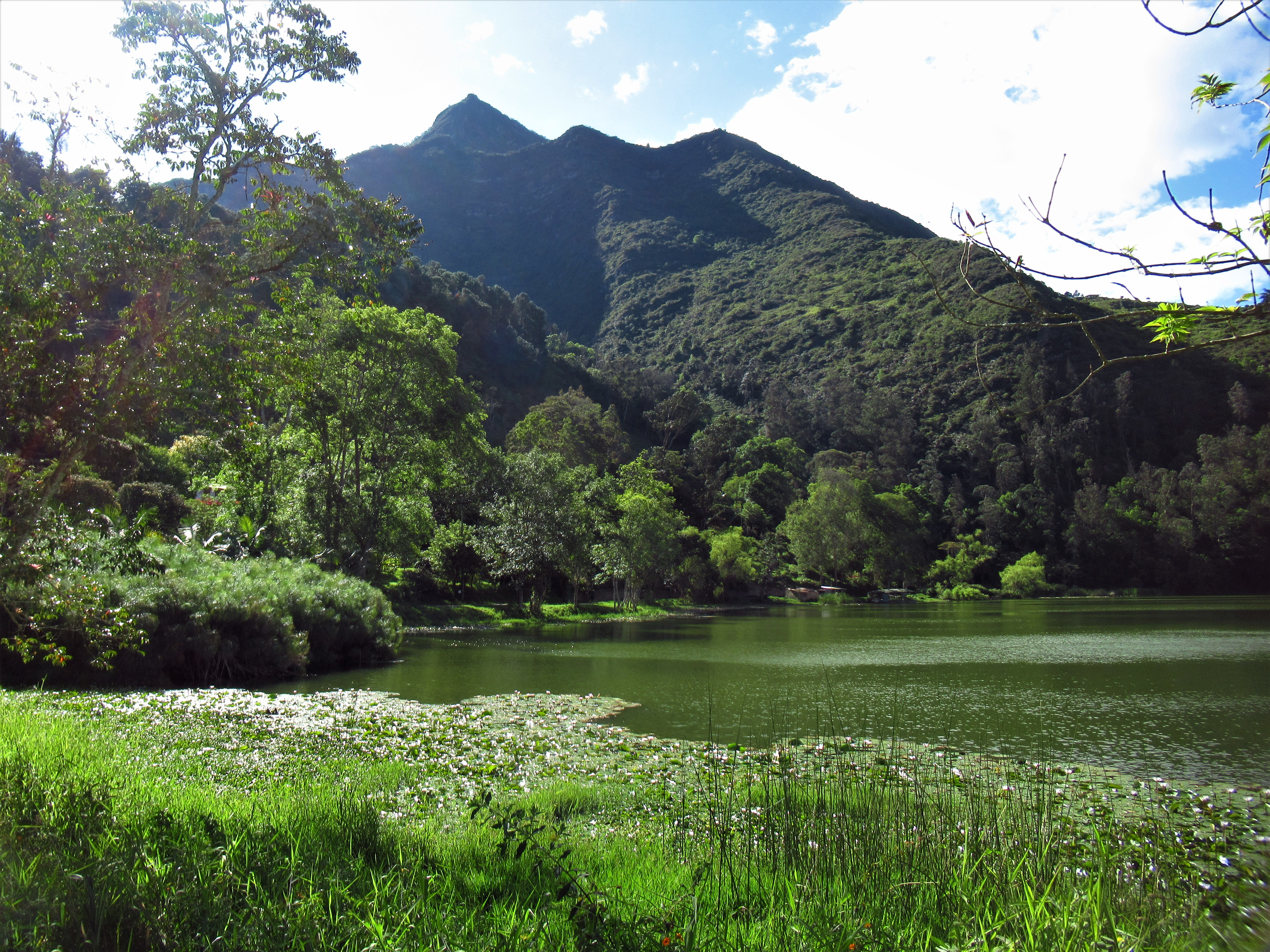
Lago di Ubaque